# جوميو
جوميو هي شركة دفع أونلاين باستخدام الهاتف المحمول، كما تقدم الشركة خدمة التحقق من هوية الشركات، الأفراد، المنتجات للمعاملات على الشبكة العنكبوتية، تقوم الشركة ببيع المنتجات بعد التأكد منها ويضعوا عليها الضمان الخاص بهم تحت اسم "منتج موثوق منه".

## التاريخ
تم تأسيس الشركة في عام 2010 من قبل دانيال ماتس، الذي ظل في منصب الرئيس التنفيذي للشركة حتى استقال في إبريل عام 2015 بالتزامن مع التحقيق الساري داخل مجلس الإدارة الداخلي. في ديسمبر 2015، أعلنت جوميو لمستثمريها بأن العوائد المادية لعامي 2013 و 2014 سوف يتم النظر فيها مرة أخرى.
في مارس 2016، صرحت الشركة أن "القضايا القديمة مع التحقيقات والإجراءات الحكومية جعلت من الصعب على جوميو توفير التمويل اللازم لعملياتها". وبسبب ذلك، بدأت جوميو بتنفيذ بند 11 الذي ينص على إعادة هيكلة الشركة.
في 6 مايو، 2016، إنضمت شركة جوميو إلى شركة سنتانا غراوث بارتنرز، شركة إفتراضية متخصصه في شركات التكنولوجيا مع التركيز على الخدمات المالية. على مدار تاريخها، جمعت الشركة ما يقرب من 36.7 مليون دولار من المستثمرين من أمثال سيتي فينتوريس، أندريسن هورويتز وآخرون.

## وصلات خارجية
- نبذة عن الشركة- يوتيوب
- كيف تضمن الشركة المنتجات